# 馬舌鰈
馬舌鰈（學名：Reinhardtius hippoglossoides）為馬舌鰈属的一種，分布於北極、日本本州以北、阿留申群島、阿拉斯加至墨西哥下加利福尼亞北部、加拿大至新澤西州東南部、斯瓦尔巴至愛爾蘭等海域，棲息深度1-2000公尺，体长可达120公分，棲息在底中層水域，會洄游，以魚類、甲殼類等為食，為高經價價值的食用魚。

## 外貌
马舌鲽的左眼位于其背部，靠近其前额。这一身体结构使得其从正面看仅有一只眼。其左眼的位置可能强化其周围视觉。该鱼体长，身体背腹扁平，两侧肌肉发育相同且均有着色，但贴着海床的左侧颜色稍浅。马舌鲽最长可长到120厘米，体重可达45公斤，而一般个体体长多为80-90厘米，体重则是11-25公斤。

## 物种分布
马舌鲽为冷水鱼类，主要分布于北极圈附近。在北太平洋，该鱼分布于相模湾以北的日本海、楚科奇海、鄂霍次克海、白令海，最南可至墨西哥下加利福尼亚州附近水域。而在北大西洋，马舌鲽则分布于爱尔兰、法罗群岛、冰岛、英国和挪威等国附近海域，在法兰士约瑟夫地群岛和斯瓦尔巴群岛等北冰洋岛屿附近亦有分布。
马舌鲽生活于水深200-2000米处，但最常见于500-1000米处。此外，有报告称在北大西洋高于北纬62度的水域中马舌鲽最深分布为1400米。

## 生态
虽然其他鲽鱼多为底栖鱼类，但有研究发现小于60厘米的马舌鲽会频繁离开海床，前往海水中层。科学家猜测这一行为可能是为了觅食。这也是为何马舌鲽常出现于中上层的渔获中。有理论认为马舌鲽在海水中层时以竖直体态游动，但科学家在分析其游泳角度的数据后认为马舌鲽在不同位置的游泳姿势并没有显著不同。

### 捕食
马舌鲽主要以其他鱼类为食，但也会捕食片脚类和虾。不同海域的马舌鲽捕食的猎物也不尽相同。在东北大西洋，马舌鲽的主要猎物为鱿鱼、大西洋鳕、毛鳞鱼和大西洋鲱，其中鱿鱼在较小的个体的猎物中占比更高。而波弗特海的马舌鲽则主要以费氏狮子鱼和北鳕为食 。格陵兰西部海域的马舌鲽则以虾类和平鲉为主食。此外，马舌鲽亦会食用大量渔船所丢弃的下水。

### 生命周期
马舌鲽的繁殖期为每年1-3月。在繁殖期，马舌鲽会前往繁殖地水深200-350米的海水中层，撒下精子和卵子后返回深海。一条雌性马舌鲽一次可洒下超过14万颗卵子。其繁殖地包括斯匹次卑尔根岛北部、丹麦海峡等高纬度海域。幼年马舌鲽平均每年可生长6-8厘米，其中雄鱼在长度达到40厘米左右时性成熟，而雌鱼则是60厘米。雄性马舌鲽平均寿命为11岁，而雌性则是16岁。
值得一提的是，雌性马舌鲽会在体内同时发育两批卵子。马舌鲽会在当年的繁殖期洒下一部分卵子，而另一批则会等到来年的繁殖期再洒下。这是因为马舌鲽的卵子较大，加之普遍生活于冷水中，故卵子的发育周期超过一年，如不将部分卵子保存在体内其无法保持每年繁殖一次的频率。

### 洄游
马舌鲽具有洄游习性。除去迁徙往繁殖地外，冰岛东海岸的马舌鲽亦会在每年秋季洄游至挪威海岸过冬。

## 同人类之间的关系

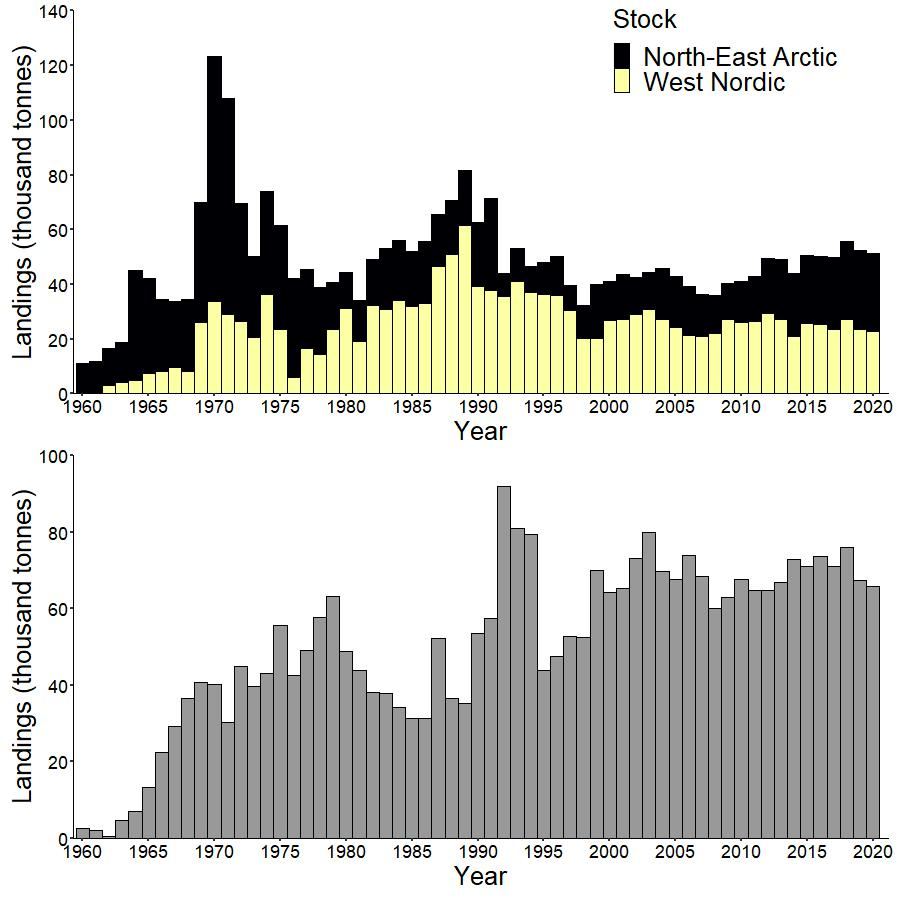
本图为部分海域历年的马舌鲽捕捞量，其中下方灰色柱状图代表大西洋西海岸，上方的黄色和黑色柱状图则分别代表北欧国家和北冰洋的捕捞量

自1960年代，挪威、俄罗斯、冰岛、丹麦、加拿大等国开始商业捕捞马舌鲽作为食用鱼。在格陵兰，马舌鲽是价值第二高的商业渔获（仅次于北极虾），因此该鱼任何种群数量的变动都可对本地的经济造成巨大的影响。此外，加拿大的诸多因纽特人和第一民族社区亦十分依赖于捕捞马舌鲽。1970年代起由于捕鱼规模的扩大以及在其繁殖地的大规模捕捞导致马舌鲽的种群显著下降。此外，石油钻井平台亦破坏了其部分栖息地。因此自1992年起欧洲各国禁止所有在北纬71度30分以北对马舌鲽的商业捕捞。由于马舌鲽的种群逐渐恢复，2010年起挪威-俄罗斯捕鱼联合会取消了对马舌鲽的相关捕捞禁令，改为在巴伦支海设置19000吨的捕鱼配额。此外，欧盟叶对北海的种群设置了非欧盟渔船的捕捞配额。戴维斯海峡、挪威海、冰岛海域、东格陵兰、丹麦海峡和巴芬湾等海域的种群亦有类似的捕捞限制。而阿拉斯加湾和白令海的马舌鲽种群因尚未受到过度捕捞故没有相关的限制。

### 作为食用鱼
马舌鲽在其分布范围内为常见的食用鱼，市场上常被称为“格陵兰大比目鱼”（Greenland halibut），一般烟熏作鱼排。马舌鲽的肉质上佳，但不及同属鲽形目的庸鲽和大菱鲆。在格陵兰，马舌鲽的下水常被用作雪橇犬的饲料。

### 相关事件
1995年3月9日，加拿大海警在距离其海岸220海里的公海上用机枪向一艘来自西班牙加利西亚的渔船“复活节号”（Estai）射击，并随后将其扣留。加拿大海警称其扣留该渔船的原因是该渔船在纽芬兰大浅滩过度捕捞马舌鲽，后引发了一系列外交纠纷与冲突，该事件被媒体称为“鲽鱼战争”。